# Empis setigera
Empis setigera är en tvåvingeart som beskrevs av Friedrich Hermann Loew 1869. Empis setigera ingår i släktet Empis och familjen dansflugor.
Artens utbredningsområde är Tyskland. Inga underarter finns listade i Catalogue of Life.